# FK Koralas
Futbolo Klubas Koralas var en fodboldklub fra den litauiske by Klaipėda.

## Historie
Klubben blev stiftet i 2015 og gik konkurs i 2018.

## Klubfarver
| KORALAS | KORALAS |

## Historiske slutplaceringer
| Sæson | Niveau | Liga                   | Placering | Kilde | Info       |
| ----- | ------ | ---------------------- | --------- | ----- | ---------- |
| 2015  | 4.     | Trečia lyga (Klaipėda) | 3.        |       | Antra lyga |
| 2016  | 3.     | Antra lyga (Vakarai)   | 2.        | [ 1 ] | Pirma lyga |
| 2017  | 2.     | Pirma lyga             | 6.        | [ 2 ] |            |
| 2018  | 2.     | Pirma lyga             | 14.       | [ 3 ] | Ophørt     |

## Trænere
- Marsel Balasanov 2016
- Kęstutis Ivaškevičius 2017